# Peter-Michael Riehm
Peter-Michael Riehm (* 15. Februar 1947 in Karlsruhe; † 20. Januar 2007 in Deilingen) war ein deutscher Musikpädagoge, Komponist und Musiktheoretiker.

## Leben
Er studierte von 1968 bis 1974 an der Karlsruher Musikhochschule Schulmusik, Klavier bei Naoyuki Taneda (1933–2011) sowie Musiktheorie und Komposition bei Eugen Werner Velte (1923–1984). Als Stipendiat der Darmstädter Ferienkurse besuchte er Kurse bei Olivier Messiaen, Iannis Xenakis und Karlheinz Stockhausen. 1978 wurde er mit dem Förderpreis für junge Komponisten der Stadt Stuttgart ausgezeichnet.
Von 1973 bis 1983 war er Musiklehrer an der Tübinger Freien Waldorfschule. Von 1982 bis 1992 wirkte er als Dozent am Seminar für Waldorfpädagogik in Stuttgart. Seit 1978 hatte er außerdem an der Musikhochschule Karlsruhe einen Lehrauftrag für die Fächer Musiktheorie, Allgemeine Musiklehre und Pädagogik, 1992 umgewandelt in eine Vollzeitprofessur, die er bis zu seinem Tod innehatte. Zusammen mit Günter Reinhold, Peter Feuchtwanger und anderen gründete er 2002 in Karlsruhe die Internationale Akademie für musikalische Bildung, mit dem Ziel einer „Menschenbildung durch Musik“. Peter-Michael Riehm war verheiratet mit der Gesangspädagogin Ursula Riehm.

## Wirken
Riehm hat die Weiterentwicklung der Musikpädagogik innerhalb der Waldorfschulen seit den 1970er Jahren maßgeblich geprägt, als Ausbilder, als Komponist zahlreicher Vokal- und Instrumentalwerke für den Schulgebrauch, sowie durch seine grundlegende Schrift „Musikunterricht aus lebendiger Menschenkunde“. Als geschätzter Hochschullehrer entwickelte er ein weit über die üblichen Fachgrenzen hinausgehendes, integrales pädagogisches Konzept. Als Komponist hat er ein umfangreiches, überwiegend unveröffentlichtes Œuvre hinterlassen.
In Anknüpfung an Riehms vielfältiges Wirken wurde 2011 in Stuttgart das Peter-Michael-Riehm-Institut für musikalisch-interdisziplinäre Forschung gegründet.

## Veröffentlichungen

### Schriften
- Das Ziel ist der Mensch. Gedanken zur Musik und Musikpädagogik. Weilheim/Teck 2007.
- Der beseelte Klang. Übungswege zu einem organischen Chorsingen. Weilheim/Teck 2007.
- Vorträge zur Musik. Stuttgart 2014.

### Kompositionen
- Kleine Instrumentalstücke für das erste Zusammenspiel. Stuttgart 1996.
- Chorheft für die Oberstufe. 2. Aufl. Stuttgart 2008.
- (zusammen mit Paul Schaub) Lieder für die Unterstufe. 2. Aufl. Stuttgart 2008.
- Chorheft für die Mittelstufe. 2. Aufl. Stuttgart 2011.
- (als Herausgeber) Hör ich von fern Musik ... Liederbuch für die Waldorfschule. 2. Aufl. Stuttgart 2016.